# Dia internacional contra els assajos nuclears
El 29 d'agost se celebra el dia internacional contra els assajos nuclears. Va ser establert el 2 de desembre de 2009, en la 64a sessió de l'Assemblea General de les Nacions Unides per la resolució 64/35, que va ser aprovada per unanimitat.
La resolució, en particular, demana augmentar la conscienciació «sobre els efectes de les explosions de proves d'armes nuclears o qualsevol altra explosió nuclear i la necessitat de cessar-los com un dels mitjans per assolir l'objectiu d'un món lliure d'armes nuclears». La proposta va ser iniciada pel Kazakhstan juntament amb diverses altres organitzacions per commemorar el tancament del lloc de proves nuclears de Semipalatinsk el 29 d'agost de 1991.
Després de l'establiment d'aquesta diada commemorativa, el maig de 2010 tots els estats part del Tractat sobre la no proliferació de les armes nuclears es van comprometre a «aconseguir la pau i la seguretat d'un món sense armes nuclears».

## Conferències
El 15 de setembre de 2014, l' Ambaixada del Kazakhstan als Estats Units en col·laboració amb l'Associació de Control d'Armes, Creu verda International, l' Ambaixada del Canadà i el Projecte ATOM van celebrar la conferència «Proves d'armes nuclears: història, progrés, reptes». Aquesta es va celebrar a l' Institut de la Pau dels Estats Units a Washington i es va centrar en la qüestió de les proves d'armes nuclears i el camí a seguir per al tractat de prohibició completa de les armes nuclears. Els presentadors principals van incloure el secretari d'Energia dels EUA Ernest J. Moniz, la subsecretaria d'estat dels EUA per al Control d'Armes i la Seguretat Internacional Rose E. Gottemoeller, el subsecretari d'Energia dels EUA i administrador de la NNSA Frank J. Klotz i el secretari executiu de CTBTO Lassina Zerbo. Els participants de la conferència van subratllar el seu compromís amb la no proliferació de les armes nuclears.